# 藍色麂皮鞋
藍色麂皮鞋，是1956年由卡爾·帕金斯發表的鄉村搖滾音樂，其吸收了當時的藍調、鄉村音樂與流行音樂元素，被認為是最早的搖滾音樂唱片之一。艾維斯·普里斯萊曾三次在國家電視臺演唱過此曲自己的版本。眾多翻錄版本中，巴迪·霍利和艾迪·科克蘭也都錄製過這首歌。